# Villabrille
Villabrille (en asturiano y oficialmente Vilabriye) es una aldea del concejo de Pesoz, Asturias. Se encuentra cerca del río Agüería, que es un afluente del Navia, a una altitud de 420 sobre el nivel del mar y está a una distancia de 3 km de
la capital del concejo, llamada también Pesoz.
En 2006 tenía un censo de 19 habitantes, habiendo perdido población, como el resto del concejo. El despoblamiento, como en toda la zona, se debe a la crisis de la economía tradicional, crisis que ha provocado la emigración hacia otras zonas de España o del extranjero.